# Rennrodel-Weltmeisterschaften 1974
Die Rennrodel-Weltmeisterschaften 1974 fanden vom 15. bis 17. Februar 1974 auf der Kunsteisbahn am Königssee in Deutschland statt.

## Einsitzer der Frauen
| Platz | Land | Sportlerin           | Zeit    |
| ----- | ---- | -------------------- | ------- |
| 1     | GDR  | Margit Schumann      | 2:49,38 |
| 2     | FRG  | Elisabeth Demleitner | 2:50,13 |
| 3     | GDR  | Ute Rührold          | 2:50,63 |
| 4     | ITA  | Sarah Felder         | 2:50,73 |
| 5     | GDR  | Eva-Maria Wernicke   | 2:50,87 |
| 6     | POL  | Halina Kanasz        | 2:51,23 |
| 7     | POL  | Barbara Piecha       | 2:51,36 |
| 8     | POL  | Teresa Bugajczyk     | 2:51,37 |
| 9     | AUT  | Angelika Schafferer  | 2:51,68 |
| 10    | AUT  | Margit Graf          | 2:52,26 |

Weitere Reihenfolge
| Platz | Sportlerin             | Land |
| ----- | ---------------------- | ---- |
| 11    | Erika Strobelt         | FRG  |
| 12    | Monika Scheftschik     | FRG  |
| 13    | Antonia Mayr           | AUT  |
| 14    | Dana Spálenská         | CSK  |
| 15    | Elżbieta Pietruszewska | POL  |
| 16    | Vera Zozuļa            | SUN  |
| 17    | Nina Schaschkowa       | SUN  |
| 18    | Olga Stavenská         | CSK  |
| DNF   | Amanda Pfeifer         | FRG  |
| DNF   | Marie-Thérèse Bonnet   | FRA  |
| DNF   | Steffi Eissmann        | GDR  |

## Einsitzer der Männer
| Platz | Land | Sportler              | Zeit    |
| ----- | ---- | --------------------- | ------- |
| 1     | FRG  | Josef Fendt           | 3:00,00 |
| 2     | GDR  | Hans Rinn             | 3:00,05 |
| 3     | GDR  | Horst Müller          | 3:00,17 |
| 4     | GDR  | Dettlef Günther       | 3:00,62 |
| 5     | GDR  | Harald Ehrig          | 3:00,87 |
| 6     | GDR  | Hans-Heinrich Winkler | 3:01,82 |
| 7     | AUT  | Rudolf Schmid         | 3:02,14 |
| 8     | AUT  | Manfred Schmid        |         |
| 9     | ITA  | Paul Hildgartner      | 3:02,28 |
| 10    | POL  | Andrzej Żyła          | 3:03,05 |

Weitere Reihenfolge
| Platz | Sportler                | Land |
| ----- | ----------------------- | ---- |
| 11    | Stefan Hölzlwimmer      | FRG  |
| 12    | Andrzej Piekoszewski    | POL  |
| 13    | Florian Aschauer        | FRG  |
| 14    | Hans Brandner           | FRG  |
| 15    | Jan Kasielski           | POL  |
| 16    | Juri Karjakin           | SUN  |
| 17    | Karl Schrott            | AUT  |
| 18    | Vladimír Resl           | CSK  |
| 19    | Peter Reichwallner      | FRG  |
| 20    | Karl Feichter           | ITA  |
| 21    | Bengt Ohlsson           | SWE  |
| 22    | Franz Schachner         | AUT  |
| 23    | Zdeněk Barták           | CSK  |
| 24    | Dainis Bremze           | SUN  |
| 25    | Günther Lemmerer        | AUT  |
| 26    | Ray Lindfors            | FIN  |
| 27    | František Halíř         | CSK  |
| 28    | John Klemetsen          | NOR  |
| 29    | Bo Lindberg             | SWE  |
| 30    | Hubert Silginer         | ITA  |
| 31    | Sergej Tschailow        | SUN  |
| 32    | Anton Winkler           | FRG  |
| 33    | Reinhold Sulzbacher     | AUT  |
| 34    | Aigars Kriķis           | SUN  |
| 35    | Alain Grassi            | FRA  |
| 36    | Lubos Zeman             | CSK  |
| 37    | Albert Filotti          | FRA  |
| 38    | Douglas Hansen          | CAN  |
| 39    | Zdeněk Šimek            | CSK  |
| 40    | Toni Habjan             | YUG  |
| 41    | Larry Arbuthnot         | CAN  |
| 42    | Franc Rihtar            | YUG  |
| 43    | Petr Jiřičko            | CSK  |
| 44    | Marc Pikon              | YUG  |
| 45    | Karl Brunner            | ITA  |
| 46    | Marijan Lombar          | YUG  |
| 47    | David Le Boutillier     | USA  |
| 48    | Gerardo Seeliger        | ESP  |
| 49    | Jeremy Palmer-Tomkinson | GBR  |
| DNF   | Sato Hidetoshi          | JPN  |
| DNF   | Bjørn Dyrdahl           | NOR  |
| DNF   | Richard Liversedge      | GBR  |
| DNF   | Christian Strøm         | NOR  |
| DNF   | Piotr Bugajczyk         | POL  |
| DNF   | Erwin Federspieler      | ITA  |
| DNF   | Roman Hurej             | POL  |
| DNF   | Mirosław Więckowski     | POL  |
| DNF   | Wolfram Fiedler         | GDR  |
| DNF   | Dominique Menetrey      | FRA  |
| DNF   | Gottfried Frener        | ITA  |
| DNF   | Michael Gårdebäck       | SWE  |

## Doppelsitzer der Männer
| Platz | Land | Sportler                           | Zeit    |
| ----- | ---- | ---------------------------------- | ------- |
| 1     | GDR  | Bernd Hahn Ulrich Hahn             | 1:24,38 |
| 2     | GDR  | Henning Schulze Hans-Jörg Neumann  | 1:24,52 |
| 3     | AUT  | Rudolf Schmid Franz Schachner      | 1:24,81 |
| 4     | FRG  | Hans Brandner Balthasar Schwarm    | 1:25,20 |
| 5     | ITA  | Karl Feichter Ernst Haspinger      | 1:25,25 |
| 6     | GDR  | Hans Rinn Norbert Hahn             | 1:25,39 |
| 7     | AUT  | Günther Lemmerer Walter Pirkmann   | 1:25,62 |
| 8     | FRG  | Anton Winkler Roman Reich          | 1:25,89 |
| 9     | AUT  | Manfred Schmid Reinhold Sulzbacher | 1:25,95 |
| 10    | URS  | Dainis Bremze Aigars Kriķis        | 1:26,24 |

Weitere Reihenfolge
| Platz | Sportler                               | Land      |
| ----- | -------------------------------------- | --------- |
| 11    | Ray Lindfors, Bengt Ohlsson            | FIN / SWE |
| 12    | Peter Reichenwallner, Rudolf Grösswang | FRG       |
| 13    | Mirosław Więczkowski, Andrzej Kozik    | POL       |
| 14    | František Halíř, Petr Jiřičko          | CSK       |
| 15    | Roman Hurej, Józef Pietrończyk         | POL       |
| DNF   | Paul Hildgartner, Walter Plaikner      | ITA       |

## Medaillenspiegel
| Platz | Land                            | Gold | Silber | Bronze | Gesamt |
| ----- | ------------------------------- | ---- | ------ | ------ | ------ |
| 1     | Deutsche Demokratische Republik | 2    | 2      | 2      | 6      |
| 2     | BR Deutschland                  | 1    | 1      | 0      | 2      |
| 3     | Österreich                      | 0    | 0      | 1      | 3      |